# Constance McLaughlin Green
Constance McLaughlin Green (Ann Arbor, 21 agosto 1897 – 5 dicembre 1975) è stata una storica statunitense vincitrice, nel 1963, del Premio Pulitzer per la storia grazie all'opera Washington, Village and Capital, 1800-1878.

## Opere
Green scrisse una serie di opere sull'urbanizzazione degli Stati Uniti; tra queste vi sono:
- American Cities in the Growth of the Nation (1957)
- The Rise of Urban America (1965)
- The Secret City: A History of Race Relations in the Nation's Capital (1967)

Tra le altre opere della storica rientrano:
- History of Naugatuck, Connecticut (1948)
- The Ordnance Department: Planning Munitions for War (1955)
- Eli Whitney and the Birth of American Technology (1956)
- Washington, Village and Capital, 1800-1878 (1962)
- Vanguard - A History (insieme a Milton Lomask, 1970)
- The Church on Lafayette Square: A History of St. Johns Church, Washington D.C., 1815-1970 (1970)
- Washington: A History of the Capital, 1800-1950 (1976)